# To Ü
To Ü is een nummer van het Amerikaanse dj-duo Jack Ü (bestaande uit Skrillex en Diplo) uit 2015, in samenwerking met het Britse muziekduo AlunaGeorge. Het is de derde single van het album Skrillex and Diplo Present Jack Ü van Jack Ü.
Volgens Skrillex gaat het nummer over "hoe moeilijk het is om iemand te verlaten, maar dat verlaten worden nóg moeilijker is". De tekst geeft een gevoel van verlangen en onzekerheid weer, terwijl de liedverteller worstelt met de beslissing om de relatie te beëindigen of in stand te houden. "To Ü" werd enkel in Nederland een kleine hit, met een 9e positie in de Tipparade.

## Tracklijst
Muziekdownload
1. "To Ü" - 3:57